# Perlécan
 (janvier 2022).
Si vous disposez d'ouvrages ou d'articles de référence ou si vous connaissez des sites web de qualité traitant du thème abordé ici, merci de compléter l'article en donnant les références utiles à sa vérifiabilité et en les liant à la section « Notes et références ».

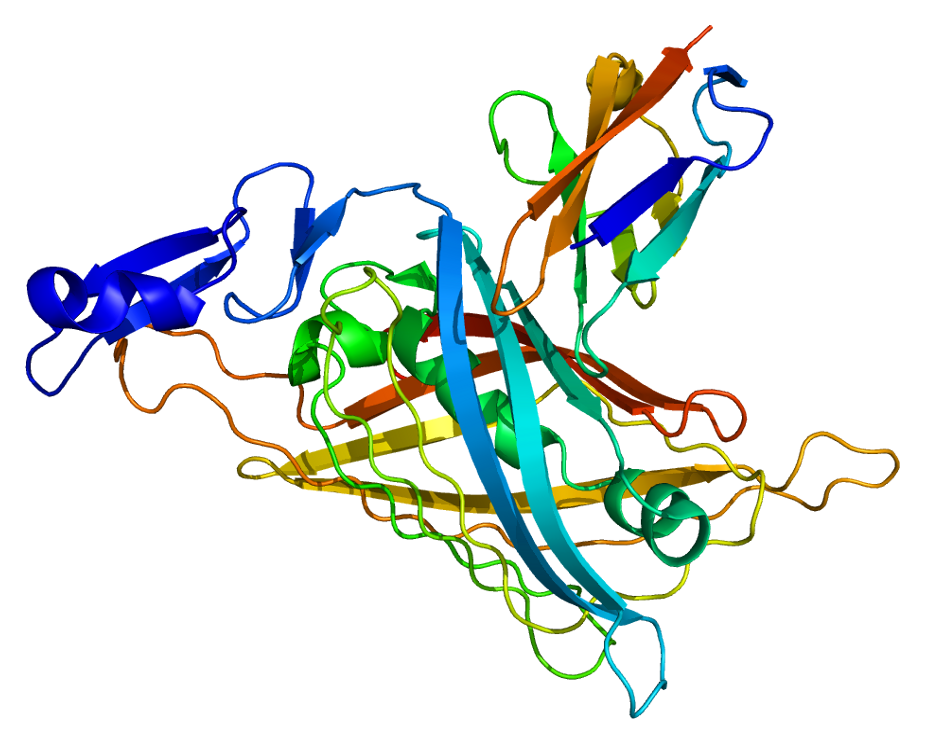

Le perlécan est une protéoglycane des membranes basales aussi appelé protéoglycane à héparane-sulfate. Il fait partie des constituants des lames basales. Il est considéré comme une barrière pour les molécules chargées négativement car lui-même est extrêmement hydrophile (chargée négativement).
Certaines tumeurs du pancréas surproduisent du perlécan. Cela leur permet de modifier la matrice extracellulaire et donc se déplacer facilement au sein de cette dernière.